# Aeolothrips surcalifornianus
Aeolothrips surcalifornianus är en insektsart som beskrevs av Johansen 1989. Aeolothrips surcalifornianus ingår i släktet Aeolothrips och familjen rovtripsar. Inga underarter finns listade i Catalogue of Life.